# Mosquée du Prophète
La mosquée du Prophète (en arabe : المسجد النبوي Al-Masjid Al-Nabawi) à Médine en Arabie saoudite, est la deuxième mosquée la plus sainte de l'islam après Masjid al-Haram à La Mecque et avant la mosquée d'Al-Aqsa (à côté du Dôme du Rocher), à Jérusalem.
 
La mosquée originale a été construite par Mahomet. Les califes suivants l'ont agrandie et ont amélioré sa décoration. Le premier édifice n'était pas grand et ne représentait qu'une petite partie de la superficie du bâtiment actuel. La taille de la mosquée a été considérablement augmentée depuis la formation du royaume saoudien. La dernière rénovation a eu lieu sous le roi Fahd.

## Histoire
Elle a été construite lors de l'Hégire de Mahomet et de ses compagnons de La Mecque à Médine. Quelques jours après avoir commencé la construction de la mosquée de Quba, Mahomet a entamé la construction d'un deuxième lieu de culte à Médine, connu aujourd'hui sous le nom de Masjid al-Nabawi, ou la « mosquée du prophète ». L'emplacement de la mosquée a été choisi d'après l'endroit où la première prière du vendredi a été effectuée dans la ville. Une tradition orale relate également une légende selon laquelle Mahomet, reprenant son chemin vers Médine, laissa à sa monture, un dromadaire nommé Qoçoua, le soin de déterminer le lieu d’arrivée en lui relâchant la bride. C’est ainsi qu’après nombre de détours, elle s’arrêta enfin sur un large terrain vide et s’agenouilla. C’est sur ce terrain que la mosquée de Médine aurait été bâtie[réf. à confirmer]
Le premier agrandissement de la mosquée eut lieu sous le règne du calife Omar ibn al-Khattab qui ajouta une portion de terrain à la mosquée du côté nord et la reconstruisit. Quand le calife Omar mourut, il fut enterré à côté des tombeaux de Mahomet et du calife Abou Bakr As-Siddiq. Sous le règne du calife Uthman ben Affan, l'élargissement de la mosquée semblait nécessaire et urgent. Il procéda alors, en 649-650, à l'extension et à la reconstruction de la mosquée.

### À l'époque omeyyade
En 685, à son accession au califat de l'État omeyyade, Al Walid Ibn Abdel Malek ordonna l'agrandissement et la reconstruction de la mosquée. Les caractéristiques les plus importantes de cet agrandissement résident dans l'introduction de nouveaux éléments architecturaux tels que les terrasses, les minarets et le mihrab creux dans le mur de la quibla. C'était également le premier agrandissement à annexer les sépultures des mères des croyants à la mosquée. La superficie de cette extension était d'environ 2 369 m2.

### À l'époque abbasside
Sous le règne du calife abbasside Al Mahdi, durant la seconde moitié du VIIIe siècle, la mosquée fut étendue et reconstruite. Cependant, la plus importante rénovation de la mosquée fut accomplie sous le règne des Mamelouks, lorsque le sultan Qaitbay ordonna la reconstruction de plusieurs parties durant la seconde moitié du XVe siècle.

### À l'époque ottomane
En 1813, le sultan Mahmoud II fit construire un nouveau dôme dans la chambre prophétique en remplacement de celui de Qaitbay. Ce nouveau dôme fut couvert de plomb et teint en vert. Durant le second tiers du XIXe siècle, le sultan ottoman Abdülmecit Ier fit reconstruire entièrement la mosquée après l'avoir détruite, à l'exception de la chambre prophétique. Cette construction qui comporta une extension sur une superficie de 1 293 m2 fut la dernière en date avant la première expansion saoudienne.

### À l'époque saoudienne
Devant l'afflux des pèlerins et les signes de fatigue de la mosquée, le souverain saoudien Abdel Aziz lança sa reconstruction et son extension en 1951. Conservant l'architecture ottomane du sultan Abdülmecit, l'extension saoudienne (de 6 000 m2) porta la superficie totale à plus de 16 000 m2.
Le roi Fahd Ben Abdel Aziz posa, le 29 octobre 1985, la première pierre d'une nouvelle extension. Avec une superficie de plus de 160 000 m2, la mosquée du Prophète peut accueillir 250 000 fidèles.

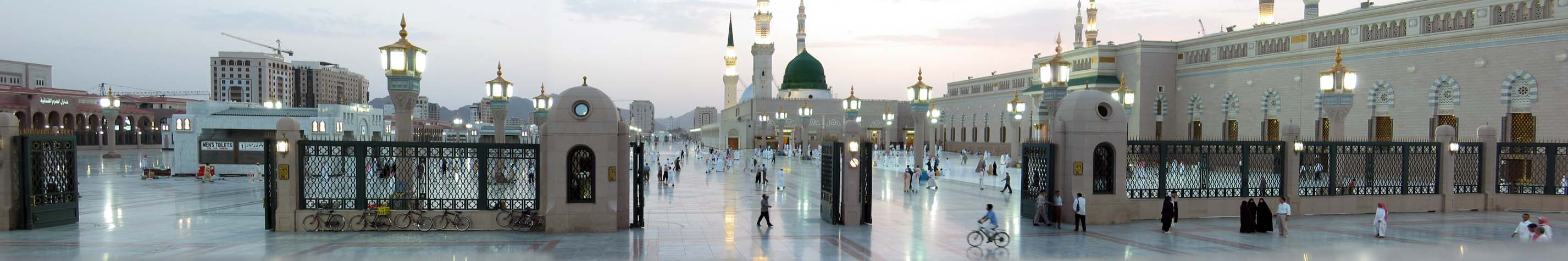
Masjid al-Nabawi.

## Architecture

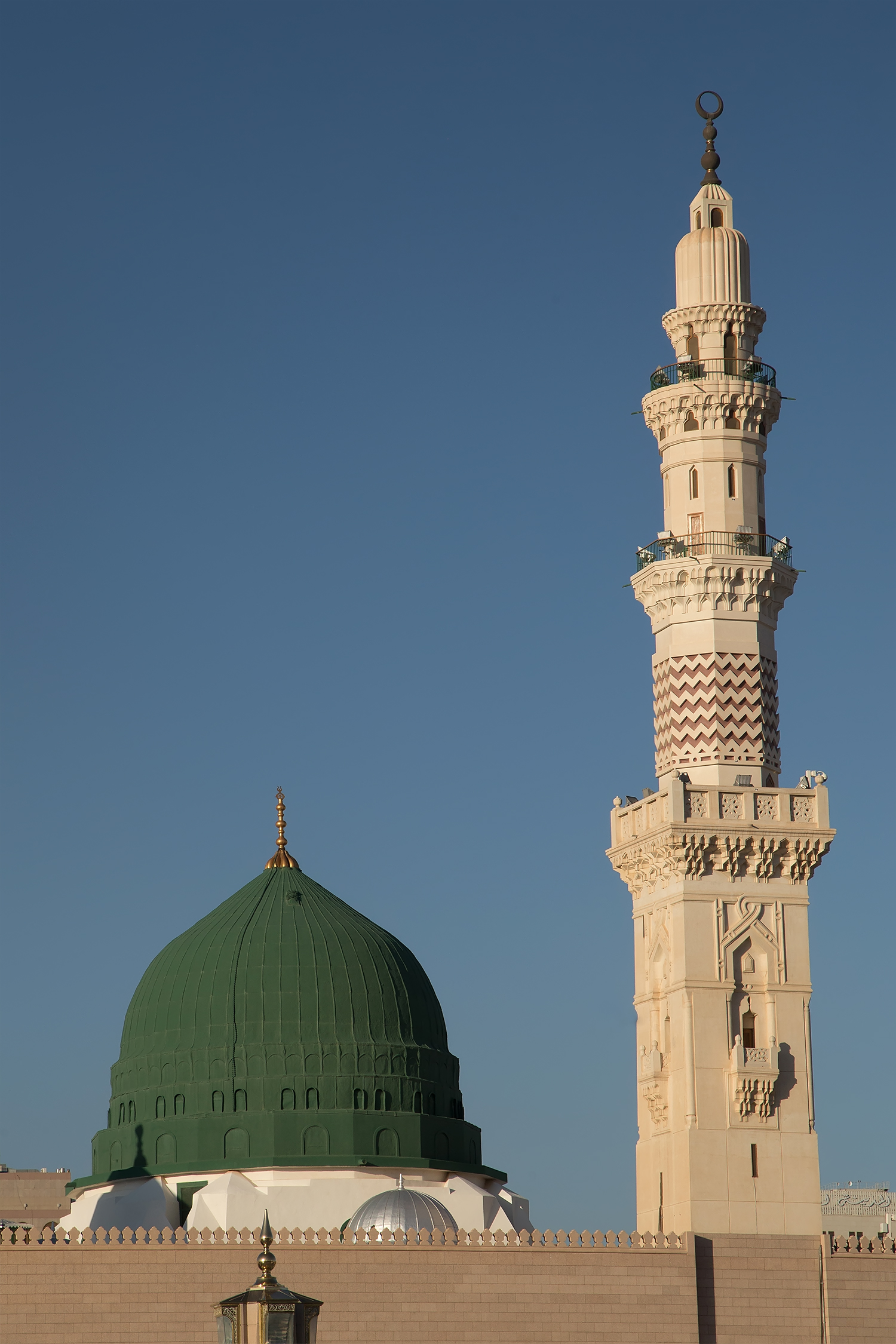
Le dôme et le minaret.

À l’heure actuelle, la mosquée comprend un plan rectangulaire conçu sur deux étages avec le hall de prière ottoman faisant face au sud. Le hall de prière principal occupe entièrement le premier étage. L’enceinte de la mosquée est cent fois plus grande que celle construite originellement par Mahomet et peut accueillir jusqu’à un demi-million de pèlerins.
Le toit de la mosquée est plat, surmonté de 27 dômes coulissants sur une base carrée. 15 trous percés dans la base de chaque dôme illuminent l’intérieur. Le toit est aussi utilisé pour la prière durant les heures de pointe, lorsque les dômes coulissent sur des rails métalliques, créant ainsi des puits de lumière pour la salle de prière. Durant ces heures, la cour de la mosquée ottomane est aussi ombragée grâce à des parasols fixés à des colonnes autoportantes. Des escaliers et des ascenseurs permettent d'accéder au toit. La zone pavée autour de la mosquée est aussi utilisée pour la prière, et équipée de parasols rétractables. Les dômes coulissants et les parasols rétractables ont été construits par l’architecte allemand Mahmoud Bodo Rasch et son cabinet d’architecture SL Rasch GmbH Special and Lightweight Structures.
La façade nord comprend trois portiques espacés, tandis que les façades est, ouest et sud en ont chacune deux. Les murs sont composés d'une série de fenêtres surmontées d’arcs ogivaux avec des voussoirs en noir et blanc. Six minarets périphériques sont attachés à la nouvelle extension, et quatre autres entourent la structure ottomane. La mosquée est richement décorée avec du marbre et des pierres polychromes. Les colonnes sont en marbre blanc et des chapiteaux en laiton soutiennent les arcs légèrement pointus, construites avec pierres noires et blanches. Les socles des colonnes sont équipés de grilles de ventilation qui régulent la température à l'intérieur de la salle de prière.
Cette nouvelle mosquée contient l’ancienne mosquée en son sein. Les deux sections peuvent être facilement distinguées : la partie la plus ancienne a de nombreuses décorations colorées et de nombreux petits piliers, et des ventilateurs ont été installés au plafond ; la nouvelle section est en marbre blanc brillant et est entièrement climatisée.
La cour à ciel ouvert de la mosquée peut être ombragée par des parasols pliés, similaires à des auvents, conçus par Mahmoud Bodo Rasch et Buro Happold et construit par l’entreprise allemande Liebherr.